# Ctenotus storri
Ctenotus storri este o specie de șopârle din genul Ctenotus, familia Scincidae, descrisă de Rankin 1978. Conform Catalogue of Life specia Ctenotus storri nu are subspecii cunoscute.